# Hussar (Alberta)
Hussar est un village (village) du Comté de Wheatland, situé dans la province canadienne d'Alberta.

## Démographie
En tant que localité désignée dans le recensement de 2011, Hussar a une population de 176 habitants dans 78 de ses 89 logements, soit une variation de -5.9% avec la population de 2006. Avec une superficie de 0,989 9 km2, village possède une densité de population de 177,795 7 hab/km2 en 2011.
Concernant le recensement de 2006, Hussar abritait 187 habitants dans 78 de ses 84 logements. Avec une superficie de 1,048 7 km2, village possédait une densité de population de 178,3 hab/km2 en 2006.
| 2001 | 2006 | 2011 | 2016 |
| ---- | ---- | ---- | ---- |
| 181  | 187  | 176  | 190  |